# Thy Disease
Thy Disease ist eine polnische Death-, Black- und Industrial-Metal-Band aus Krakau, die im Jahr 1999 gegründet wurde.

## Geschichte
Die Band wurde im Jahr 1999 gegründet. Ein erstes Demo erschien im Dezember desselben Jahres unter dem Namen Art of Decadence. Die darauf enthaltenen vier Lieder wurde von Dariusz „Yanuary“ Styczeń geschrieben. Auf dem Tonträger war unter anderem eine Coverversion von Madonnas Frozen enthalten, die Gesang von Anna Wojtkowiak von Centuria enthielt. Im selben Monat gewann die Band zudem den zweiten Preis beim Metalcontest Metal Millenium Party in Krakau. In den folgenden Monaten schlossen sich weitere Auftritte, unter anderem zusammen mit Vader. Im September 2000 nahm die Band ein weiteres Demo auf, das die beiden Lieder Cursed und Crushing the Soul enthielt. Nachdem die Gruppe weitere Lieder für ein erstes Album geschrieben hatte, unterzeichnete sie einen Vertrag bei Metal Mind Productions für die Veröffentlichung von drei Alben und begab sich in Studio. Im Jahr 2001 erschien das Debütalbum Devilish Act of Creation. Das Album enthielt erneut ein Madonna-Cover, dieses Mal das Lied Ray of Light. Die Leser des polnischen Metal Hammers wählten die Band zu den besten polnischen Debütanten. Ähnliches schaffte die Gruppe auch im Mystic Art und Thrash ’Em All durch erreichten des fünften und sechsten Platzes. Im März 2002 spielte die Band auf dem Metalmania, an dem auf Gruppen wie Paradise Lost, Cannibal Corpse, Moonspell und Tiamat teilnahmen. Im Mai 2002 verließ der Schlagzeuger Krystian „Pinocchio“ Iwaszko die Band und wurde durch Maciej „Darkside“ „Alizee666“ Kowalski ersetzt.
Im September 2002 folgte das zweite Album Cold Skin Obsession. Im selben spielte die Band in einem Krakauer TV-Studio zusammen mit Vader, Krisiun und Decapitated. Der Auftritt wurde aufgenommen und als DVD und VHS unter dem Namen Extreme Obsession Live veröffentlicht. Als Bonus waren darauf außerdem unter anderem unveröffentlichte Lieder des ersten Demos oder Vaders Cover Sothis enthalten. Im Winter 2003 und 2004 spielte die Gruppe ihr drittes Album Neurotic World Of Guilt ein, das das letzte Album bei Metal Mind Productions sein sollte. Im Oktober 2005 unterzeichnete die Band einen Vertrag bei Empire Records, worüber im März 2006 das vierte Album Rat Age (Sworn Kinds Final Verses) erschien. In der zweiten Hälfte spielte die Band Auftritte in Frankreich, Belgien, den Niederlanden, Tschechien und der Ukraine. Außerdem ging Thy Disease auch auf Tour durch Polen und Russland. Im Jahr 2007 ging die Band auf eine weitere Tour durch Polen, an der auch Virgin Snatch, sowie andere Bands aus Japan, Belarus, der Dominikanischen Republik, der USA und Polen teilnahmen. Mitte des Jahres wurde Rat Age (Sworn Kinds Final Verses) über Metal Mind Productions weltweit veröffentlicht.
Im Jahr 2008 begannen die Arbeiten zum nächsten Album. Bei den Aufnahmen war unter anderem der Decapitated-Gitarrist Wacław „Vogg“ Kiełtyka anwesend. Später im selben Jahr kam Rafał Brauer als Session-Bassist zur Besetzung. Im Jahr 2009 erreichte die Gruppe einen Vertrag bei Mystic Production für die Veröffentlichung von drei Alben. Im November 2009 erschien hierüber das fünfte Album Anshur-Za. Anfang 2010 folgte eine zweiwöchige Tour durch Polen zusammen mit Virgin Snatch und Armagedon. Das letzte Konzert fand in Krakau statt und feierte das zehnjährige Bandbestehen. Während einer weiteren Tour im selben Jahr wurde der Sänger Michał „Psycho“ Senajko durch Sebastian „Sirius“ Syroczyński, der bereits seit 2005 mehrfach mit der Band zusammengearbeitet hatte, indem er Senajko bereits damals vertrat. Im April 2010 erschien über Indie Recordings das Album europaweit, ehe es im Juli in den USA und Kanada über MVD erschien. Im selben Jahr spielte die Band außerdem auf verschiedenen Festivals, wie dem ukrainischen Head Mission oder dem Castle Party im polnischen Bolków. Im Jahr 2011 veränderte sich die Besetzung der Band erneut: Syroczyński wurde offiziell zum neuen Sänger erklärt, als neuer Keyboarder kam Piotr „VX“ Kopeć (Atrophia Red Sun), als neuer Bassist Marcin „Novy“ Nowak, und als neuer Schlagzeuger Paweł „Paul“ Jaroszewicz zur Besetzung. In der neuen Besetzung spielte die Band mehrere Auftritte in Polen, sowie im Ausland wie auf dem Hard Rock Laager 2011 in Estland, an dem auf Künstler wie Napalm Death und Rotting Christ teilnahmen, sowie in Russland. Im Sommer 2011 ging die Gruppe außerdem auf eine weitere Tour und spielte dabei auf verschiedenen Festivals und in mehreren Clubs. Ende des Jahres fand eine weitere Tour statt, die Konzerte in Belarus, der Ukraine und Moldawien einschloss. Anfang 2012 ging es auf die Covan Wake the Fuck Up Tour, um Adrian „Covan“ Kowanekthe zu helfen, der bei einem Autounfall schwer verletzt worden war. Im August 2012 begab sich die Gruppe für ein paar Monate in das Creative Music Studio, um ein neues Album aufzunehmen. Die Besetzung wurde hierfür erneut stark veränderte. Nowak und Jaroszewicz verließen die Band, wofür der Bassist und Gitarrist Artyom Serdyuk, sowie der Schlagzeuger Irek Gawlik hinzukamen. Ende des Jahres ging es auf eine weitere Tour, die in das Jahr 2013 hineinreichte. Währenddessen erschien im Dezember die DVD Covan Wake the Fuck Up, die unter anderem Ausschnitte des Konzertes in Krakau aus der gleichnamigen Tour enthielt. Anfang 2013 folgte ein Konzert zusammen mit Decapitated, Virgin Snach und Sceptic in Krakau, wovon die gesamten erlöse erneut an Adrian „Covan“ Kowanekthe und dessen Familien gingen. In den Monaten danach folgten weitere Konzerte in Polen sowie in Ungarn und der Slowakei. Im Jahr 2014 erschien über Mystic Production das nächste Album Costumes of Technocracy.

## Stil
Laut Martin Wickler vom Metal Hammer spiele die Band auf Devilish Act of Creation Black Metal, der sich meist im Midtempo-Bereich bewege. Der Gesang bewege sich sowohl im hohen, als auch im Tiefen Bereich. Laut Robert Müller vom Metal Hammer nähere sich die Gruppe auf Cold Skin Obsession verstärkt Bands wie Behemoth und Vader an. Auf dem Tonträger gebe es eine „brachiale Mischung aus vehement nagelndem Death Metal und gezielt eingestreuten atmosphärischen, aus dem Giftschrank des Black Metal entliehenen epischen Momenten“. Petra Schurer vom Metal Hammer konnte das Album Anshur-Za stilistisch schwer einordnen, da es Hardcore-Shouts auf Industrial-Beats gebe, und die Band in einem Lied wie eine Mischung aus Samael und Morbid Angel klinge und kurz darauf wie Mnemic.

## Diskografie
- Art of Decadence (Demo, 1999, Eigenveröffentlichung)
- Demo (Demo, 2000, Eigenveröffentlichung)
- Devilish Act of Creation (Album, 2001, Metal Mind Productions)
- Cold Skin Obsession (Album, 2002, Metal Mind Productions)
- Extreme Obsession Live (DVD/VHS, 2004, Metal Mind Productions)
- Neurotic World of Guilt (Album, 2004, Metal Mind Productions)
- Rat Age (Sworn Kinds Final Verses) (Album, 2006, Empire Records)
- Anshur-Za (Album, 2009, Mystic Production)
- Costumes of Technocracy (Album, 2014, Mystic Production)